# SLC25A27
SLC25A27 (англ. Solute carrier family 25 member 27) – білок, який кодується однойменним геном, розташованим у людей на короткому плечі 6-ї хромосоми. Довжина поліпептидного ланцюга білка становить 323 амінокислот, а молекулярна маса — 36 064.
| 10         |  | 20         |  | 30         |  | 40         |  | 50         |
| ---------- |  | ---------- |  | ---------- |  | ---------- |  | ---------- |
| MSVPEEEERL |  | LPLTQRWPRA |  | SKFLLSGCAA |  | TVAELATFPL |  | DLTKTRLQMQ |
| GEAALARLGD |  | GARESAPYRG |  | MVRTALGIIE |  | EEGFLKLWQG |  | VTPAIYRHVV |
| YSGGRMVTYE |  | HLREVVFGKS |  | EDEHYPLWKS |  | VIGGMMAGVI |  | GQFLANPTDL |
| VKVQMQMEGK |  | RKLEGKPLRF |  | RGVHHAFAKI |  | LAEGGIRGLW |  | AGWVPNIQRA |
| ALVNMGDLTT |  | YDTVKHYLVL |  | NTPLEDNIMT |  | HGLSSLCSGL |  | VASILGTPAD |
| VIKSRIMNQP |  | RDKQGRGLLY |  | KSSTDCLIQA |  | VQGEGFMSLY |  | KGFLPSWLRM |
| TPWSMVFWLT |  | YEKIREMSGV |  | SPF        |  |            |  |            |

A: Аланін

C: Цистеїн

D: Аспарагінова кислота

E: Глутамінова кислота

F: Фенілаланін

G: Гліцин

H: Гістидин

I: Ізолейцин

K: Лізин

L: Лейцин

M: Метіонін

N: Аспарагін

P: Пролін

Q: Глутамін

R: Аргінін

S: Серин

T: Треонін

V: Валін

W: Триптофан

Задіяний у таких біологічних процесах, як транспорт, альтернативний сплайсинг. 
Локалізований у мембрані, мітохондрії, внутрішній мембрані мітохондрії.